# Грэй, Альфред (математик)
Альфред Грэй (22 октября 1939 - 27 октября 1998) - американский математик, основной сферой деятельности которого являлась дифференциальная геометрия.
Он также внес ощутимый вклад в область комплексных переменных и дифференциальных уравнений.

## Краткая биография
Альфред Грэй родился 22 октября 1939 г. в Далласе, Техас. После окончания Канзасского университета, где он учился на математическом факультете, он поступил в Калифорнийский университет в Лос-Анджелесе, где в 1964 г. получил степень доктора философии. Затем он работал 4 года в Калифорнийском университете в Беркли. В этот период он познакомился с Мэри Грэй, математиком, и женился на ней. С 1970 по 1998 год проф. А. Грэй работал в Мэрилендском университете в Колледж-Парке.
Проф. А. Грэй скончался в Бильбао 27 октября 1998 г. около 4 час. утра от сердечного приступа во время работы со студентами.

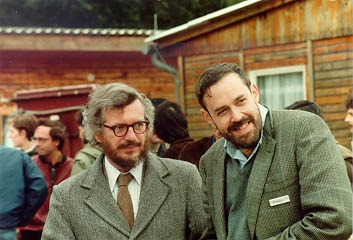
Томас Бэнчоф и Альфред Грэй в Гарвице 1981

## Вклад в науку
В области дифференциальной геометрии проф. А. Грэй сделал значительный вклад в классификацию различных типов геометрических структур таких, например, как Кэлерова и Эрмитова метрика, а также в расчет объема различных тел вращения.
Кроме того, он был одним из первых, кто начал применять компьютерную графику и использовать электронные вычисления в обучении как дифференциальной геометрии (в особенности, геометрии кривых и поверхностей), так и обыкновенным дифференциальным уравнениям.
Проф. А. Грэй говорил на нескольких языках и преподавал во многих странах мира, в т.ч. в Испании, Италии, России и Германии.
Несколько им написанных книг также были переведены на языки этих стран.

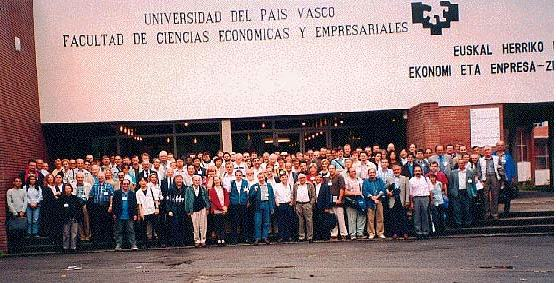
Международный Конгресс по дифференциальной геометрии в память Альфреда Грэя, Бильбао 2000

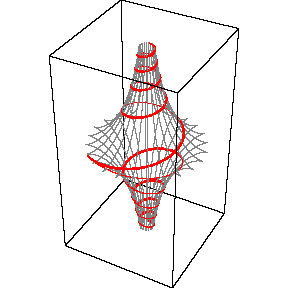
Из галереи Альфреда Грэя: Pseudosphericall Oxodromeplot

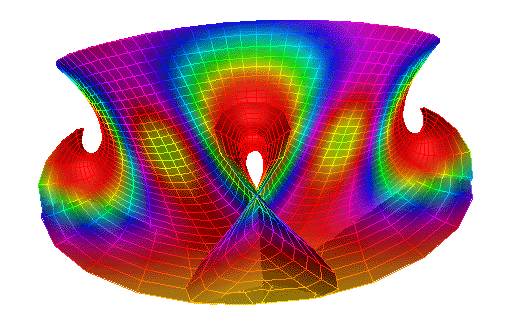
Из галереи Альфреда Грэя: Entcatcol

## Публикации
- Tubes, Addison-Wesley 1990
- Modern differential geometry of curves and surfaces with Mathematica (соавторы: Elsa Abbena, Simon Salamon), 3-е издание, Studies in Advanced Mathematics, 2006; 4-е издание: Chapman and Hall/CRC, 2016 г.
- Introduction to ordinary differential equations with Mathematica: an integrated multimedia approach (соавторы: Michael Mezzino, Mark A. Pinsky), TELOS/Springer, 1997
- Differentialgeometrie: klassische Theorie in moderner Darstellung (соавтор: Hubert Gollek), Spektrum Akademischer Verlag 1994
- Приложение к книге Mark A. Pinsky Partial differential equations and boundary-value problems with applications об использовании системы компьютерной алгебры «Mathematica», McGraw Hill 1991